# Роберт Альбер
Роберт Альбер (нім. Robert Alber; 13 жовтня 1906, Баїнфурт — 7 червня 1988, Беблінген) — німецький офіцер, гауптман (капітан) резерву вермахту, бригадефюрер НСКК. Кавалер Лицарського хреста Залізного хреста.

## Біографія
В 1913—1916 роках навчався у народній школі, в 1916 році — в реальній школі Цуффенгаузена, до квітня 1922 року — в реальній школі Фойєрбаха. З 1 квітня 1922 до 31 березня 1925 року навчався на роздрібного торговця в Штутгарт.
В 1933 році вступив у СА, згодом — у 54-й моторизований штандарт НСКК (Фрайбург).
В 1934 році вступив на службу у вермахт. Місця служби:
- З 4 квітня 1934 року — 5-й автомобільний дивізіон (Ульм).
- З 12 травня 1939 року — 4-й кулеметний батальйон (Мюлльгайм)
- З 26 серпня 1939 року — ад'ютант 260-го розвідувального батальйону (Баїнфурт).
- з вересня 1939 року — 7-й танковий полк (Штутгарт).
- В 1941 році перебував на лікуванні у Фрайбурзі.
- З січня 1942 року — командир роти 7-го запасного танкового дивізіону (Беблінген).
- З червня 1942 року — начальник штабної роти 1-го батальйону 201-го танкового полку 23-ї танкової дивізії.
- Командир 2-ї роти 201-го танкового полку.
- З 25 липня 1943 року — командир 1-го батальйону 201-го танкового полку.
- З 7 лютого до 4 березня 1944 року — комендант школи командирів батальйону (Путлос).

В травні 1945 року потрапив у американський полон. Звільнений 31 грудня 1949 року.

## Звання
- Оберштурмбаннфюрер НСКК
- Унтер-офіцер резерву (жовтень 1935)
- Штандартенфюрер НСКК (2о квітня 1936)
- Лейтенант резерву (26 липня 1937)
- Оберфюрер НСКК (9 листопада 1939)
- Обер-лейтенант резерву (12 серпня 1940)
- Гауптман резерву (21 березня 1943)
- Бригадефюрер НСКК (9 листопада 1943)

## Нагороди
- Медаль «За вислугу років у Вермахті» 4-го класу (4 роки)
- Медаль «За вислугу років у НСДАП» в бронзі (10 років)
- Почесний кут старих бійців НСКК
- Нагрудний знак «За танкову атаку» в сріблі (1940)
- Залізний хрест
  - 2-го класу (5 серпня 1941)
  - 1-го класу (28 вересня 1941)
- Медаль «За зимову кампанію на Сході 1941/42»
- Нагрудний знак «За поранення» в чорному
- Лицарський хрест Залізного хреста (7 вересня 1943)